# Волт Дизни
Волтер Елајас Дизни (енгл. Walter Elias Disney; Чикаго, 5. децембар 1901 — Бербанк, 15. децембар 1966) био је амерички филмски продуцент, режисер, сценариста, аниматор и цртач стрипова. Један је од најпознатијих продуцената покретних слика у свету. Створио је забавни парк Дизниленд, а заједно са својим братом Ројем Дизнијем је основао Продукцију Волта Дизнија (Walt Disney Productions), данас познату као Компанија „Волт Дизни” (The Walt Disney Company).

## Биографија
Рођен је 5. децембра 1901. године у Чикагу на авенији Трип, као четврто дете Елајаса Дизнија и Флоре Кол. Имао је тројицу старије браће Херберта, Рејмонда и Роја Оливера, и млађу сестру, Рут Флору. Отац се бавио сточарством и воћарством, пореклом је из Мисурија из ирско-канадске породице, док су мајчини преци били досељеници из Немачке. Волт је добио име по породичном свештенику Волту Пару.
Отац је купио имање у близини места Марселин (Мисури), где се цела породица преселила 1906. године, када му је било 5 година. У близини се налазило и имање стрица Роберта, од неколико стотина хектара. Неколико месеци касније, два најстарија брата Херберт и Рејмонд су се вратили у Чикаго, док је трећи брат Рој остао да ради на имању. Тако је Волтер често морао да се игра сам, а његово друштво су чиниле домаће животиње.
Склоност према цртању показивао је врло рано, а његов први учитељ био је комшија и породични пријатељ др Шервурд. Већ са седам година наплаћивао је цртеже, које је правио по комшилуку.
У лето 1910 породица се преселила у Канзас, а затим 1917. су се поново вратили у Чикаго где је похађао средњу школу.

### Младост
Истовремено са средњом школом коју је уписао у Чикагу, ноћу је похађао је Академију лепих уметности (енгл. Chicago Art Institute) и почео да црта стрипове за школске новине, са цртежима углавном родољубиве тематике. Његов учитељ је био тада познати новински цртач стрипова и карикатуриста Лирој Госет. Са 16 година, пред крај Првог светског рата, исписао се из школе и одлучио да се пријави за војску, али како је био малолетан, нису га примили, па се прикључио америчком огранку Црвеног крста у Француској, где је био возач хитне помоћи, није учествовао у борбама.

### Оснивање студија
По повратку у САД, уз помоћ брата Роја Оливера, запослио се као илустратор у Канзас Ситију, где је упознао Јуба Иверкса (енгл. Ub Iwerks), са којим се спријатељио и основао прво предузеће Ајверкс и Дизни, комерцијални уметници, за цртање реклама. Убрзо су га позвали из канзашке филмске компаније да ради за њих, што је прихватио, уз услов да са собом доведе и своју фирму. Затим је основао још једно филмско предузеће, које је почело да прави цртане филмове, чија је главна јунакиња била „Алиса у земљи чуда”. Међутим, ово предузеће је пропало, после чега се 1923. године преселио у Лос Анђелес, где је уз помоћ стрица Роберта и брата Роја основао филмски студио, који најпре носио име Студио браће Дизни (енгл. Disney Brothers Studio). Са двадесет четири године Волт Дизни је створио свој први оригиналан цртани лик: зеца Освалда, али му га је „Универзал студио” отео. Цео посао су започели у гаражи са камером коју су купили од позајмљених пара, а временом су почеле да стижу понуде, па су запослили и неколико људи, а затим су основали већи Волт Дизни студио (енгл. „Walt Disney Studio”). Посао око дистрибуције цртаних филмова од 1930. године преузело је предузеће „Колумбија пикчерс”.
Са својим предузећем, Дизни је неколико пута био на ивици пропасти, али би после сваке кризе оно постајало све моћније и веће. Студио је и даље једна од најуспешнијих компанија у САД и на свету.

### Породица
Био је вредан и породичан човек. Са двадесет четири године се оженио с Лилијан Баундс, једном од запослених у одељењу за бојење у његовом студију. Они су после више година брака добили кћерку Дајану Мари (1933—2013), а потом су усвојили и Шерон Ме (1936—1993). Дајана се касније удала за Рона Милера, бившег председника очеве фирме и они су заједно имали седморо деце. Шарон је имала троје деце и умрла је 1993. године.

### Дугометражни филмови
„Снежана и седам патуљака” је био први дугометражни анимирани мјузикл у продукцији Волта Дизнија. До тада су у Дизнијевој продукцији реализовани само кратки анимирани филмови и серије. То је истовремено и први дугометражни анимирани филм у историји филмске продукције у Америци произведен у пуном колору, као и десети најкомерцијалнији филм 20. века. Рад на филму је започео почетком 1934. Највећи део филма режирао је Дејвид Хенд, док је група других режисера само појединачне секвенце. Волт Дизни се од самог почетка суочио са проблемима, пошто су његов брат и пословни партнер Рој као и супруга Лилијан покушавали да га одврате од те идеје, док се он надао да ће на овај начин проширити углед студија и повећати приходе, у чему је на крају и успео. Међутим, да би обезбиједио новац морао је своју кућу да стави под хипотеку. Филм је премијерно је приказан 21. децембра 1937. у Холивуду (Лос Анђелесу), а на редовном биоскопском репертоару у Америци нашао се у фебруарy 1938. године. С обзиром да је прављен за време Велике депресије, трошкови за његову продукцију, који су од планираних 250 хиљада достигли суму од 1,5 милиона долара, представљали су огроман износ. Године 1989. филм је постављен у Национални филмски регистар САД и оцењен је као дело од културног историјског и естетског значаја.
Током наредних пет година, довршено је још неколико анимираних филмова прављеним по класичним бајкама, као што су: Пинокио, Фантазије (1940), Дамбо (1941) и Бамби (1942).

## Други светски рат
Филм Фантазија, који је завршен 1940. године је доживео крах на биоскопским благајнама. Према неким ауторима, овај неуспех се може дуговати чињеници да је тих година велики део тржишта био захваћен ратом, а са друге стране, филм је базиран на озбиљним темама класичне музике, што није прихваћено у широким слојевима публике. Осим тога, крајем 1940. године организован је и велики штрајк радника, за које је Дизни оптуживао комунисте. Тако да се фирма, са новоизграђеним студијима нашла се у отежаној финансијској ситуацији. Из тог разлога била јој је потребна помоћ државе.
Дизнија је држава најпре био ангажовала у побољшавању имиџа САД и успостављања бољих односа са земљама Јужне Америке. Почетком 1941. године организована је десетонедељна турнеја по Бразилу, Аргентини, Перуу и Чилеу, у којој су учествовали Дизни, његова жена и још 16 његових врхунских уметника, режисера, цртача и композитора. Као резултат ове турнеје, следеће године настао је 43-минутни дугометражни филм под називом Салудос Амигос, подељен у четири епизоде, за сваку земљу по једна. На тај начин, становници ових јужноамеричких држава имали су могућност да виде Дизнијеве јунаке у својој средини, док је грађанима САД пружена могућност да упознају свет пун богате културе, традиције, флоре и фауне, који је за већину до тада био недовољно познат.
У Другом светском рату Амерички Конгрес је одобрио Дизнијевом предузећу кредит од 250 милиона долара за израду пропагандних плаката, ознаке јединица, цртане филмове са патриотски порукама и подршку америчким или савезничким војницима у рату. Још пре него што су САД ушле у рат, за обуку механичара у фабрици војних авиона направљен је филм Четири методе закивања (енгл. Four Methods of Flush Riveting), који се и данас узима као модел образовног анимираног филма. За канадску владу је урадио два нискобуџетна филма за промоцију продаје ратних обвезница. Од напада на Перл Харбор 7. децембра 1941. године, највећи део продукције Дизнијевог студија, радио је искључиво за америчку владу. Но, производи са ликом Волта Дизнија и његових јунака могли су се наћи на обе стране фронта, па је тако Микијев лик стајао и на неколико немачких подморница, које су оперисале на Атлантику. Познато је да су Хитлер и Гебелс били велики фанови Дизнијевих филмова које су често гледали у приватности својих одаја, док је званично ова продукција била забрањена за приказивање у биоскопима.
Дизнијев студио није једини студио ангажован у рату, неки филмови су рађени у заједничкој продукцији, због чега није познат тачан број филмова које је овај студио произвео у циљу ратне пропаганде. У циљу промовисања војске, и војничког живота направљен је низ филмова о Пајином војничком животу, као што су: „Паја је регрутован”, „Небески војник”, „Одбрана земље”, „Патак командос” и други. Плутон је такође био главни јунак у два филма ове намене. У једном („Армијска маскота”) Плутон је приказан као добро храњена и пажена маскота у војном логору, а у другом „Војник Плутон” маршира и бори се да сачува топ од веверица Чипа и Дејла, који покушавају да га употребе за разбијање ораха. Шиља је имао главне улоге у филмовима: „Средства за победу”, у коме се бори са несташицом горива и гума у Америци услед рата, те покушава да нађе алтернативни начин превоза, а у другом у „Како се постаје морнар” приказана је историја америчке ратне морнарице.
У време продукције филма „Маза и Луња”, 15. јуна 1955. године отворен је Дизниленд.

### Карактер
Мада су под његовим руководством настали незаборавни цртани филмови намењени деци, Дизни је, према неким ауторима остао запамћен као расиста, антисемита и поборник неједнакости међу половима. Тако на пример, његови цртачи су могли да буду искључиво мушкарци, док је жене запошљавао у одељењу за бојење слика, па чак и тако оне су добијале отказ после навршене 30 године.
Обављао је и функцију потпредседника организације формиране 1944. под називом „Филмско удружење за очување америчких идеала”, изразито антикомунистичке организације, која је окупљала десно оријентисане личности из филмске индустрије, као што су Гари Купер, Клерк Гејбл, Барбара Стенвик, Џон Вејн.
Пред крај живота је тврдио да слава није никакво преимућство, олакшање, па ни срећа у животу.
Дизнијева јавна личност се веома разликовала од његове стварне личности. Драмски писац Роберт Е. Шервуд описао га је као „скоро болно стидљивог … самоуверен" и самозатајан. Према његовом биографу Ричарду Шикелу, Дизни је скривао своју стидљиву и несигурну личност иза свог јавног идентитета. Кимбол тврди да је Дизни "играо улогу стидљивог тајкуна који је био посрамљен". у јавности“ и знао да то чини. Дизни је признао фасаду и рекао пријатељу да „ја нисам Волт Дизни. Радим много ствари које Волт Дизни не би урадио. Волт Дизни не пуши, ja пушим. Волт Дизни не пије, ja пијем.“
Ставови о Дизнију и његовом раду су се мењали током деценија, а било је и поларизованих мишљења. Марк Лангер, у Америчком речнику националне биографије, пише да су га „Раније оцене о Дизнију хвалиле као патриоту, народног уметника и популаризатора културе. У новије време, Дизни се сматра парадигмом америчког империјализма и нетолеранције, као и понижавањем културе.“ Стивен Вотс је написао да неки прозивају Дизнија „као циничног манипулатора културних и комерцијалних формула“, док ПБС бележи да су критичари осуђивали његов рад због његове „глатке фасаде сентименталности и тврдоглавог оптимизма, због доброг осећаја поновног писања америчке историје“.

### Болест и смрт
Оболео је од рака плућа 1966. године, па му је одстрањено лево плућно крило. Умро је у шездесет петој години живота, после операције, 15. децембра 1966. године, у болници у Бербанку, недалеко од студија. Кремиран је и сахрањен у Меморијалном парку у Глендејл у Калифорнији. По његовој изричитој вољи, није организована јавна сахрана.

## Награде
За свој рад добио је укупно 950 признања широм света.
Освојио је двадесет Оскара, од чега су три посебна, а један му је додељен постхумно, што је иначе највећи број Оскара за неког филмског уметника. Први анимирани филм у историји кинематографије који је освојио награду Америчке академије, управо је Дизнијев филм „Цвеће и дрвеће” из 1932. године. Године 1935, Дизни је награђен Орденом Лиге народа за велики уметнички допринос. Награђен је и Председничком медаљом за слободу.

## Јунаци Дизнијевих стрипова и цртаних филмова
Најпознатији ликови Дизнијевих стрипова и цртаних филмова су: Паја Патак, Пата, Влаја, Раја и Гаја, Баја Патак, Мики Маус, Мини Маус, Мића, Белка, Хорације, Плутон, Хроми Даба, Шиља, Цакани Цаја, Црна Мрља.
Авантуре Дизнијевих јунака први пут су се појавиле код нас на страницама дневног листа „Политике" и то у каишевима. „Политикин забавник" их је објављивао од свог првог броја који је изашао 1939, али тада још није била оформљена стална екипа новинара већ су на њему радила најпознатија пера „Политике".
Тадашњи директор „Политике" Владислав Рибникар и чувени новинар Дуда Тимотијевић дуго су мозгали док нису дошли на идеју како да надену имена тада у свету већ познатим јунацима Волта Дизнија чијим су се доживљајима одушевљавали и млади и стари.
Мики је у почетку био Мика Миш, што је у ствари превод оригинала, али је касније остало само име Мики. Оригинално име Паје Патка је Доналд Дак. Дак значи патак, па су се Владислав и Дуда договорили да то буде презиме овог омиљеног Дизнијевог јунака, а име је такође требало да почиње словом п и још да се римује са Патак - одлучили су се за име Паја. Раји, Гаји и Влаји дали су имена према њиховом ујаку Паји јер се с њим римују, а и звучна су. Рибникар и Тимотијевић су дали име и Белки, док је Хорације остао као и у оригиналу. Даба је у народу име за ђавола, па су се њих двојица досетили да би то име највише одговарало разбојнику који загорчава живот осталим јунацима Волта Дизнија. Они су кумовали и Гусану Гути. Шиљи су дали име по једном раднику из „Политике" који је својим стасом, сав шпицаст и дугоног, највише одговарао овом цртаном јунаку.
Кум Микијевом сестрићу Мићи био је главни уредник и директор „Политике" Данило Пурић 1952. године. Име му је, највероватније, дао по надимку своје кћерке Миће.
Пата се пре рата није појављивала код нас, а име су јој после рата дали познати новинари и уредници Кринка Виторовић и Павле Токин који су радили у „Политикином забавнику" од његовог поновног покретања 1954. године. Име Пајине другарице и изабранице требало је да се слаже с презименом Патак, али и са Паја, па се тако дошло до имена Пата. Кринка Виторовић, која је од 1954, па све до одласка у пензију 1979. радила у „Политикином забавнику" и његовом издању „Микијевом забавнику", кумовала је готово свим осталим јунацима Волта Дизнија који су се појављивали код нас. Она је дала име Баји, Стаји, Цаканом Цаји, Бака-Кати, Лати, Нати, Злати, Вучку, али и јунацима који се не појављују у „Микијевом забавнику", а познати су са филма или из других стрипских издања. То су: Маза и Луња, Снежана, Звончица, принц Зоран и принцеза Зорана, добре виле Цветана, Ведрана и Светлана и зла вила Грдана. У тражењу имена, Кринка је увек полазила пре свега од тога да имена имају смисла, да одговарају карактерним цртама јунака, али и да се слажу или римују између себе.

### Мики Маус
Мики Маус се први пут појавио 1928. године у првом звучном цртаном филму Пароброд Вили. Мики је заправо настао неколико година раније. Када је имао 25 година, Дизнију су у Метро-Голдвин-Мејеру за овај лик предсказивали да никада неће успети да прода. Миша је најпре назвао по кућном љубимцу Мортимеру, али се таквом имену успротивила његова жена Лилијен, па је оно промењено у Мики. О томе ко је први нацртао лик Микија Мауса постоје разне легенде, с обзиром да је Волт, према речима својих илустратора, с напором цртао људске ликове, посебно лица, а често је у журби, за рекламне сврхе, потписивао њихове цртеже. Микију је глас најпре позајмљивао Волт Дизни лично, од првог емитовања 1928. године, потом од 1947. Џими Макдоналд, а од 1977. и наредних тридесет година Вејн Олвајн, док је Вејнова супруга Раси Тејлор позајмљује глас Мини Маус.
Мики Маус је постао један од најпознатијих анимираних ликова популарне културе и симбол целе фирме. После Микија се појавила читава серија ликова које је креирао исти студио. Ови ликови у анимираним филмовима и стриповима, уз пратећу индустрију, коју је пројектовао Дизни са својим сарадницима, брзо су се прочули по целом свету, а материјал који су правили је био довољно универзалан да је омогућио превазилажење чак и идеолошких препрека. Дизнијева продукција је била поштована и хваљена чак и у Совјетском Савезу тридесетих година прошлог века, за време Стаљина, а вештом применом Дизнијеве анимацијске технике и стила, у нацистичкој Немачкој је образована посебна група аниматора, која је своја умећа користила у хумористичке или пропагандне сврхе.
Дизнијеве креације су се често преплитале са локалном уметничком и индустријском продукцијом широм света. Тако су у листу „Весели четвртак”, 1932. године, домаћи аутори, а пре свих Иван Шеншин, почели да цртају своју верзију Микија Мауса (названог Мика Миш), у облику прото-стрипова. Мика Миш је представљен како лута по егзотичним крајевима света, у друштву јунака који уопште не постоје у оригиналној Дизнијевој верзији (ној, пеликан, јапански војник и др). Тако су на пример, главни јунаци забављали становнике Африке учећи да играју коло. У другој половини тридесетих година, у неколико београдских листова појавио се и низ стрипова у којима су цртачи представљали своја виђењa Дизнијевих ликова.
Занимљиво је да су 1968. године Милтон Глејсер и Ли Севиџ направили кратак антиратни анимирани филм у трајању од 1,07 минута, у коме се Мики најпре пријављује у армију, затим пролази обуку, задужује пушку и шлем, а потом бродом креће у рат у Вијетнаму, где одмах по искрцавању бива погођен снајперским метком у главу и умире. Намера аутора је била да овај филм прикажу на фестивалу, али нису добили дозволу од Дизнијеве компаније.
Један од најрадикалнијих случајева употребе ликова из Дизнијеве продукције је дечји програм палестинског покрета Хамас, под називом Пионири сутрашњице, намењен деци узраста од 7 до 13 година. У недостатку средстава за сопствену продукцију, у емисији се између осталих ликова, једно време појављивао и Миш Фарфур, костимирана имитација Микија Мауса, са сличним пискавим гласом и покретима тела, али је његова улога била да, укључујући се у разговор са децом, промовише тероризам и говор мржње према Јеврејима, ционистима, Израелу, Америци и њиховим лидерима.

### Паја Патак
Паја Патак (енгл. Donald Duck) је лик кога је први нацртао Дик Ландри. Појавио се 9. јуна 1934. године, у епизоди цртаног филма–серије Шашаве симфоније (енгл. Silly Symphonies). Паја је заправо патка са жуто-наранџастим кљуном, најчешће обучена у морнарску блузу и капу, али без панталона и вози раздрндани ауто са регистрацијом 313. Аниматор Карл Баркс, за кога се заправо сматра да га је учинио познатим, у каснијем периоду му је повећао главу и очи и смањио врат. У стварање лика Паје Патка уложено је више труда него у било ког другог Дизнијевог јунака, чак више него у Микија, а Карл Баркс му је посветио цео свој животни век. Волт Дизни је у неколико наврата истакао да је Пају, темпераментног патка, замислио као „противтежу увек савршеном мишу Микију Маусу”. Паја препознатљиво изражен карактер, по нарави је пргав, свадљив, вечито незадовољан, песимистичан, трапав, баксузан, нетрпељив и склон изливима беса, али такође, на свој начин шармантан.
Паја је 1937. године први пут постао главни јунак, а уз њега су се нашли и његови рођаци Раја, Гаја и Влаја, девојка Пата, стриц богаташ и шкртица Баја. Био је и јунак осмоминутног цртаног филма „Фирерово лице” из 1942. године, у којем добија ноћну мору да се буди у тоталитарном режиму. За ово дело лик Паје Патка је добио првог, а Волт Дизни свог деветог Оскара. Паја Патак се у Србији и на Балкану први пут појавио у Политици 13. марта 1938. године, а име му је дао преводилац истог листа. До санкција на СРЈ редовно се појављивао у Микијевом забавнику. Стрипови са Пајом, Микијем и Бојажљивим Ћиром појавили су се и у првом броју Политикиног Забавника од 28. фебруара 1939. године. Занимљиво је да су стрипови о Паји Патку били забрањени у Финској само зато што не носи панталоне.
Глас му је у оригиналним цртаним филмовима позајмљивао глумац Кларенс Неш, до своје смрти 1985, а касније Тони Анселмо.